# 奧地利的伊麗莎白·弗朗西絲卡女大公
奧地利的伊莉莎白·法蘭西絲卡（德語：Elisabeth Franziska von Österreich，1831年1月17日—1903年2月14日），奧地利約瑟夫大公的女兒，母親是符騰堡的瑪麗亞·多蘿西亞。

## 家庭
1847年，伊莉莎白·法蘭西絲卡和摩德納的費迪南多·卡洛·維托里奧結婚，兩人的獨女瑪麗亞·特蕾莎於1849年出生，同年費迪南多·卡洛·維托里奧因斑疹傷寒去世。
1854年，伊莉莎白·法蘭西絲卡和堂哥卡爾·斐迪南結婚，兩人共有3子1女：
1. 腓特烈（1856年—1936年）
2. 瑪麗亞·克里斯蒂娜（1858年—1929年）
3. 卡爾·斯特凡（英语：Archduke Charles Stephen of Austria）（1860年—1933年）
4. 歐根（1863年—1954年）